# التحرر من التمييز
حق التحرر من التمييز هو أحد حقوق الإنسان المعترف به عالميا وهو الذي يقدس مبدأ المساواة. إن حق التحرر من التمييز هو أحد الحقوق المنصوص عنها في الإعلان العالمي لحقوق الإنسان ومحفوظ في القانون الدولي لحقوق الإنسان من خلال تضمينه في الاتفاقية الدولية للحقوق المدنية والسياسية والاتفاقية الدولية للحقوق الاقتصادية والاجتماعية والثقافية.
يشمل حق التحرر من التمييز على وجه الخصوص بعض المجموعات التي تعرضت تاريخيا للتمييز والمجموعات المستضعفة.

## حقوق الإنسان
إن مبدأ التحرر من التمييز هو أحد حقوق الإنسان الأساسية الذي يشمل جميع البشر. حيث أن الإعلان العالمي لحقوق الإنسان المعتمد في عام 1948 نص على ما يلي في الفقرة الأولى «يولد جميع الناس أحراراً متساوين في الكرامة والحقوق، وقد وهبوا عقلاً وضميراً وعليهم أن يعامل بعضهم بعضاً بروح الإخاء.» كما تنص الفقرة الثانية على «لكل إنسان حق التمتع بكافة الحقوق والحريات الواردة في هذا الإعلان، دون أي تمييز، كالتمييز بسبب العنصر أو اللون أو الجنس أو اللغة أو الدين أو الرأي السياسي أو أي رأي آخر، أو الأصل الوطني أو الاجتماعي أو الثروة أو الميلاد أو أي وضع آخر، دون أية تفرقة بين الرجال والنساء. وفضلا عما تقدم فلن يكون هناك أي تمييز أساسه الوضع السياسي أو القانوني أو الدولي لبلد أو البقعة التي ينتمي إليها الفرد سواء كان هذا البلد أو تلك البقعة مستقلا أو تحت الوصاية أو غير متمتع بالحكم الذاتي أو كانت سيادته خاضعة لأي قيد من القيود.».